# Marie de Brabant (1254-1322)
Pour les articles homonymes, voir Marie de Brabant.
Marie de Brabant, née le 23 mai 1254[réf. nécessaire] à Louvain et morte aux Mureaux tout près de Meulan, le 12 janvier 1322, reine de France, est la fille du duc de Brabant Henri III le Débonnaire et d'Adélaïde de Bourgogne. À 20 ans, elle devint, le 21 août 1274, la deuxième épouse du roi Philippe III le Hardi. Elle fut couronnée reine de France le 24 juin 1275 à la Sainte-Chapelle.

## Biographie
Pour son mariage, Philippe III lui constitua un douaire avec Anet, Bréval, Nogent-le-Roi, Montchauvet et Mantes, une des plus anciennes possessions du royaume de France. Ce douaire devait revenir à la couronne à son décès, mais leur fils Louis d’Évreux conserva Mantes à la demande de Louis X de France, contre une dette de 1700 livres qu'il avait sur le trésor royal, et le domaine d'Anet, Bréval, Nogent-le-Roi et Montchauvet échut à Louis d'Évreux.
Le prince Louis, issu du premier mariage de Philippe III et héritier de la Couronne, décède brutalement en 1276. Dans un contexte de tensions à la cour entre la noblesse et le grand chambellan du roi de France Pierre de La Brosse, cet évènement précipite le conflit entre les deux partis. Le chambellan accuse Marie de Brabant d'avoir voulu favoriser l’élévation de son propre fils au trône, et celle-ci l'accuse en retour de manipulation dans cette affaire. De plus, Philippe III soupçonne Pierre de La Brosse d'avoir des accointances à la cour de Castille auprès d'Alphonse X. À la demande de Marie de Brabant, il le fit condamner sans preuves et sans aveu de culpabilité par les seigneurs d'Artois et le duc de Bourgogne. Le peuple fut surpris de cette exécution sommaire car Pierre de La Brosse ne fut pas jugé par le Parlement.[réf. nécessaire]
De son mariage, Marie de Brabant a donné naissance à :
- Louis (Paris mai 1276 † 1319), comte d'Évreux, tige de la maison capétienne d'Évreux-Navarre ;
- Marguerite (1275 † 1318), mariée en 1299 à Édouard Ier (1239 † 1307), roi d'Angleterre ;
- Blanche (août 1282 † 1306), mariée à Rodolphe III de Habsbourg (1282 † 1307), duc d'Autriche et roi de Bohême.

Marie de Brabant a engagé son mari à soutenir son oncle Charles Ier d'Anjou, chassé de Sicile par les Vêpres siciliennes en 1282. C'est ainsi que Philippe le Hardi prend la tête de la croisade d'Aragon.
Après la mort du roi, le 5 octobre 1285, Marie se retira dans son douaire aux Mureaux près de Meulan. Elle y passa trente-six ans, jusqu'à sa mort en 1322 à l'âge de soixante-sept ans. Elle fut inhumée au couvent des Cordeliers de Paris.

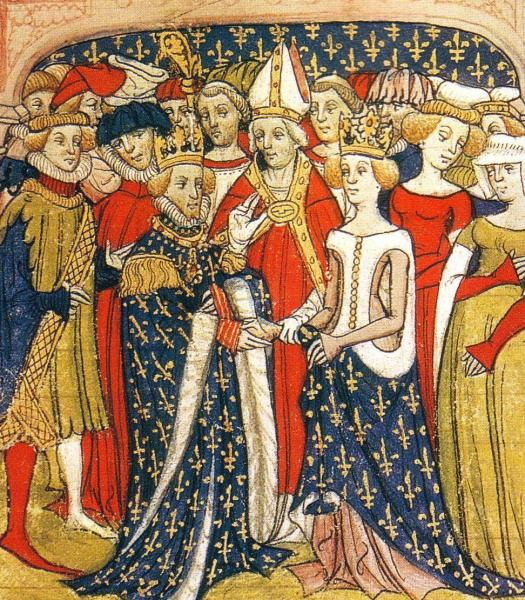
Mariage de Marie de Brabant et du roi Philippe III de France, dans un manuscrit des Chroniques de France.
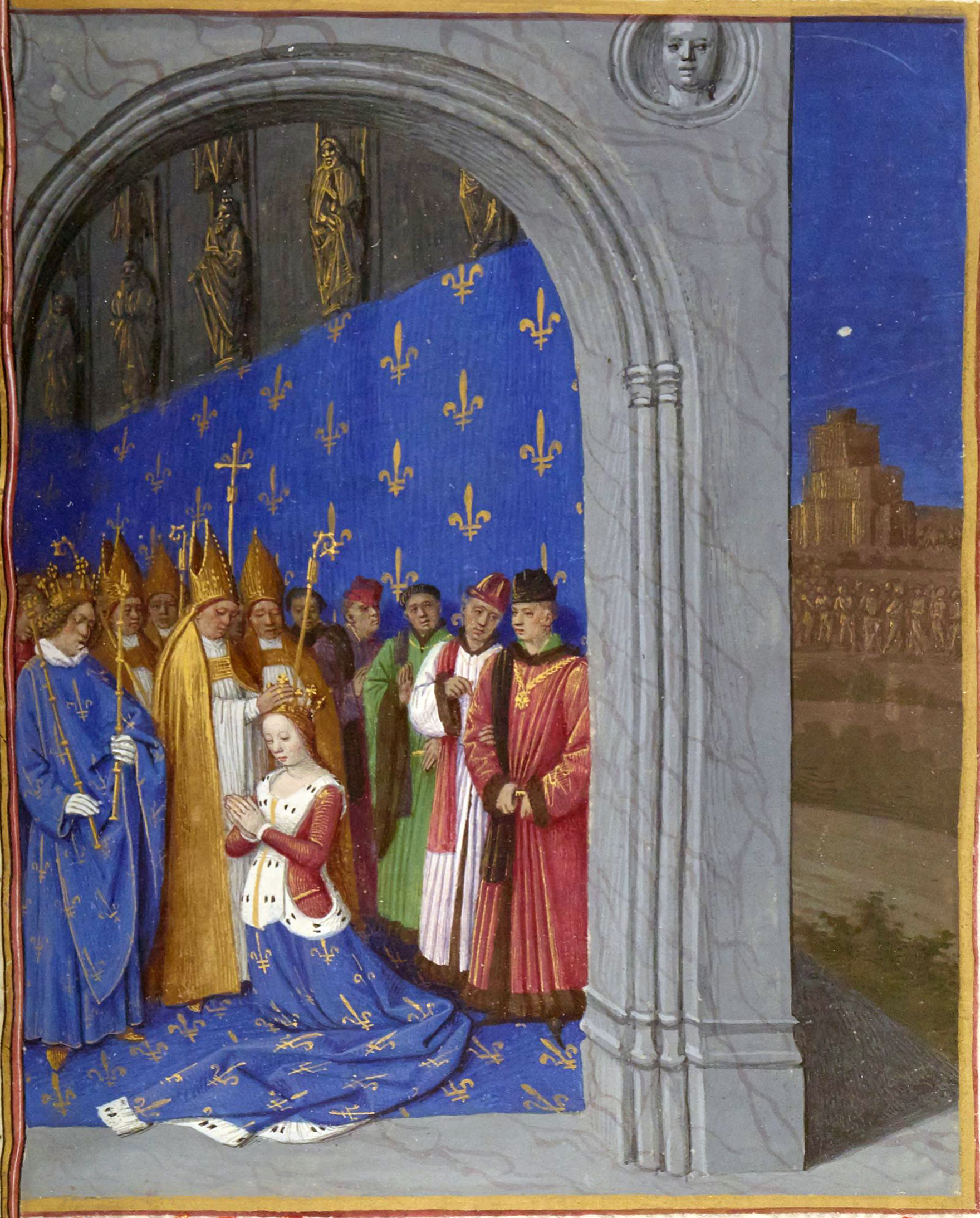
Couronnement de Marie de Brabant dans la Sainte-Chapelle, miniature de Jean Fouquet dans les Grandes Chroniques de France (BNF).

## Postérité

### Romans
- F.-P.-A. Maugenet [pseudonyme de A.-P.-F. Ménégault], Marie de Brabant, reine de France ou le calomniateur, roman historique, Paris, Léopold Collin, Libraire, 1808, 2 volumes[6],[7].

- Daniel Riche, Marie de Brabant, la royale magicienne, Paris, Baudinière, 1932.

### Théâtre
- Marie de Brabant, reine de France, tragédie versifiée en 5 actes de Barthélemy Imbert[8], créée par la Comédie-Française à Paris au théâtre de la Nation le 9 septembre 1789 avec Blanche Alziari de Roquefort, dite Mademoiselle Saint-Val cadette, dans le rôle-titre; la pièce a été représentée entre 8 et 11 fois de 1789 à 1790[9],[10].

- Marie de Brabant, drame historique versifié en 5 actes de Jacques-François Ancelot, créé à l'Odéon le 18 novembre 1828 avec Henriette Charton dans le rôle-titre[11]. Il s'agit d'une adaptation d'une œuvre poétique parue en 1825 sous le même titre.

- Philippe III, tragédie en 5 actes en vers d'Antoine Andraud[12], écrite vers 1824[13], créée par la Comédie-Française à Paris à la salle Richelieu le 13 juillet 1838 avec Alexandrine Noblet dans le rôle de Marie de Brabant[14].

### Opéras
- Maria di Brabante (Marie de Brabant), opera seria italien (mélodrame héroïque en 2 actes), livret de Gaetano Rossi et musique d'Albert Guillion (de)[15], créé le 25 février 1830 à La Fenice de Venise, avec Rosalbina Carradori Allan dans le rôle-titre[16],[17],[18].

- Maria di Brabante, reprise du livret de Gaetano Rossi, avec musique d'Alessandro Gandini (it); la première a lieu le 29 octobre 1833 à Modène, au Teatro di Corte, avec Sofia Dall'Occa Schoberlechner dans le rôle de Marie de Brabant[19],[20],[21].

- Maria di Francia, drame en 3 actes, livret de Francesco Guidi, musique de Teodulo Mabellini, créé le 14 mars 1846 à Florence au Teatro della Pergola, avec Marianna Barbieri Nini dans le rôle de la reine de France[22],[23].

- Marie de Brabant (épisode de 1276), scène lyrique de Jules Denefve, paroles d'Adolphe Mathieu, créée le 1er mars 1850 au théâtre de Mons[24],[25].

- Maria di Brabante, opéra italien en 3 actes, reprise du livret de Francesco Guidi et musique d'Achille Graffigna (it), créé le 16 octobre 1852 à Trieste, au Teatro Grande, avec Augusta Albertini Baucardé dans le rôle-titre[26],[27].

- Marie de Brabant, épisode lyrique en un acte de Jean-Toussaint Radoux, paroles de Félix Chaumont, présenté le 2 mars 1854 au Théâtre royal de Liège[28],[29].

### Poésie
- Jacques-François Ancelot, Marie de Brabant : poème en six chants, 1825[30], adapté au théâtre en 1828 sous le même titre.
- Jan Frans Willems, Maria van Braband, poème flamand, 1828[31].

### Peinture
Contrairement à des personnalités historiques féminines qui ont marqué l'imaginaire comme Marie Stuart, la reine Marie de Brabant a très peu inspiré les artistes visuels: ainsi, parmi les œuvres exposées au Salon de peinture et de sculpture à Paris entre 1802 et 1850, 48 avaient pour sujet la reine d'Écosse, alors qu'une seule représentait la seconde épouse de Philippe III le Hardi.
Cette œuvre unique, un tableau de Gillot Saint-Evre intitulé Marie de Brabant, reine de France, expliquant au poète Adenez les données sur lesquelles il composa depuis son roman de Cléomadès, exposé au Salon de 1839 et dont la localisation actuelle est inconnue, mettait en scène un épisode célèbre du patronage artistique de la reine, la commande du roman Cléomadès au trouvère Adenet le Roi.
Quelques peintres belges ont couché sur toile au XIXe siècle la version imaginaire de l'« affaire Pierre de la Brosse », telle qu'elle est rapportée notamment par les Brabantsche Yeesten (en) (Gestes de Brabant), mettant en valeur le rôle du duc Jean Ier de Brabant, qui serait accouru à Paris, à l'annonce de l'emprisonnement de sa sœur, pour défendre son honneur en duel judiciaire. Le texte accompagnant l'une de ses peintures résume ainsi l'épisode : 

« Marie [de Brabant, épouse de Philippe le Hardi, roi de France] qui jouissait d'une haute faveur à la cour de France, devint tout-à-coup victime d'une lâche intrigue; elle fut injustement accusée par le favori du monarque, l'infâme Pierre Labrosse, d’avoir empoisonné l’héritier du trône, issu d'un premier lit. À cette nouvelle, Jean [Ier le Victorieux, duc de Brabant, frère de Marie] monte à cheval; suivi d'un seul écuyer, il pénètre sous l'habit d’un moine dans la prison où gémissait sa sœur, obtient la certitude de son innocence, et vole à la cour de Philippe pour réclamer le jugement de Dieu par les armes. Il étoit temps; car la Reine alloit être brûlée à petit feu comme empoisonneuse. Un mercenaire, qui avoit vendu son épée au lâche favori, ose descendre dans le champ clos; il fut vaincu par le Duc. (1277). Alors Marie de Brabant reprit sa place sur le trône, et Pierre Labrosse, convaincu de calomnie, fut traîné au gibet. »

Adoptant cette version, le peintre Charles Spruyt (1769-1851) expose au Salon de Gand en 1826 Jean I, duc de Brabant, se déclare le chevalier de sa sœur Marie, seconde épouse de Philippe-le-hardi, roi de France, Jean-Jacques Bekkers (1814-1872) présente en 1844, toujours au Salon de Gand, Jean I, duc de Brabant, délivrant sa sœur Marie et Liévin François Vermote (1827-1869) expose au Salon de peinture d'Anvers, en 1855, Le Duc de Brabant, Jean le Victorieux, délivrant sa sœur.